# Ardon Jashari
Ardon Jashari (sinh ngày 30 tháng 7 năm 2002) là một cầu thủ bóng đá chuyên nghiệp người Thụy Sĩ hiện đang thi đấu ở vị trí tiền vệ cho câu lạc bộ AC Milan tại Serie A và Đội tuyển bóng đá quốc gia Thụy Sĩ.

## Sự nghiệp câu lạc bộ

### FC Luzern
Jashari bắt đầu sự nghiệp của mình với đội trẻ của FC Luzern. Trong mùa giải 2019–20, anh đã ra sân hai lần cho đội dự bị tại 1. Liga cho đến khi giải đấu bị hủy bỏ sau 14 vòng đấu vì đại dịch COVID-19. Anh chơi trận ra mắt cho đội một tại giải vô địch quốc gia Thụy Sĩ trong chiến thắng 2–1 trước FC Zürich vào ngày 31 tháng 7 năm 2020 khi anh vào sân thay Mark Marleku ngay trước khi trận đấu kết thúc. Đến cuối mùa giải, anh đã ra sân hai lần tại giải vô địch quốc gia Thụy Sĩ. Trong mùa giải tiếp theo, anh đã ra sân mười lần và ghi ba bàn thắng cho đội dự bị tại 1. Liga. Jashari thường đóng vai trò là đội trưởng của đội dự bị. Từ mùa xuân năm 2022, anh đã khẳng định mình với tư cách là cầu thủ thường xuyên đá chính ở đội một FC Luzern và thu hút sự chú ý với những màn trình diễn tốt của mình.

### Club Brugge
Vào tháng 4 năm 2024, Jashari được thông báo gia nhập câu lạc bộ Club Brugge tại Giải bóng đá vô địch quốc gia Bỉ vào mùa hè với bản hợp đồng có thời hạn bốn năm và mức phí chuyển nhượng được cho là 6 triệu euro, một kỷ lục của FC Luzern.
Trong mùa giải đầu tiên tại Club Brugge, anh chơi ở vị trí tiền vệ và giúp đội bóng giành Cúp bóng đá Bỉ, đứng thứ hai tại giải đấu sau Union Saint-Gilloise, và lọt vào vòng 16 đội tại UEFA Champions League 2024–25, nơi đội gặp thất bại trước Aston Villa.
Jashari được vinh danh là Cầu thủ xuất sắc nhất năm và Cầu thủ trẻ xuất sắc nhất năm tại Lễ trao giải Giải bóng đá vô địch quốc gia Bỉ.

### AC Milan
Vào tháng 8 năm 2025, Jashari gia nhập câu lạc bộ AC Milan tại Serie A với mức giá 34 triệu euro và 3 triệu chi phí phụ.

## Sự nghiệp quốc tế
Vào tháng 9 năm 2022, Jashari lần đầu tiên được triệu tập vào đội tuyển quốc gia Thụy Sĩ trong trận đấu với Cộng hòa Séc tại Nations League. Từ tháng 11 đến tháng 12 năm 2022, anh đã cùng đội tuyển tham dự FIFA World Cup 2022 ở Qatar. Trong giải đấu đó, anh đã chơi vài phút trong trận đấu vòng 16 đội với Bồ Đào Nha, trận đấu mà đội tuyển Thụy Sĩ đã bị loại. Jashari đã gián tiếp nhận được sự chú ý ở vòng bảng khi đồng đội Granit Xhaka của anh ăn mừng chiến thắng trước Serbia khi Xhaka mặc áo đấu của Jashari, một cử chỉ chính trị do tên họ của Jashari trùng với tên họ của Adem Jashari.

## Thống kê sự nghiệp

### Câu lạc bộ
Tính đến 25 tháng 5 năm 2025
| Câu lạc bộ          | Mùa giải            | Giải vô địch        | Giải vô địch | Giải vô địch | Cúp quốc gia | Cúp quốc gia | Châu lục | Châu lục | Khác | Khác | Tổng cộng | Tổng cộng |
| Câu lạc bộ          | Mùa giải            | Hạng đấu            | Trận         | Bàn          | Trận         | Bàn          | Trận     | Bàn      | Trận | Bàn  | Trận      | Bàn       |
| ------------------- | ------------------- | ------------------- | ------------ | ------------ | ------------ | ------------ | -------- | -------- | ---- | ---- | --------- | --------- |
| Luzern II           | 2019–20             | 1. Liga (Thụy Sĩ)   | 2            | 0            | —            | —            | —        | —        | —    | —    | 2         | 0         |
| Luzern II           | 2020–21             | 1. Liga (Thụy Sĩ)   | 10           | 3            | —            | —            | —        | —        | —    | —    | 10        | 3         |
| Luzern II           | 2021–22             | 1. Liga (Thụy Sĩ)   | 13           | 3            | —            | —            | —        | —        | —    | —    | 13        | 3         |
| Luzern II           | Tổng cộng           | Tổng cộng           | 25           | 6            | —            | —            | —        | —        | —    | —    | 25        | 6         |
| Luzern              | 2019–20             | Swiss Super League  | 2            | 0            | 0            | 0            | —        | —        | —    | —    | 2         | 0         |
| Luzern              | 2020–21             | Swiss Super League  | 0            | 0            | 0            | 0            | —        | —        | —    | —    | 0         | 0         |
| Luzern              | 2021–22             | Swiss Super League  | 19           | 2            | 2            | 0            | —        | —        | —    | —    | 21        | 2         |
| Luzern              | 2022–23             | Swiss Super League  | 34           | 1            | 3            | 0            | —        | —        | —    | —    | 37        | 1         |
| Luzern              | 2023–24             | Swiss Super League  | 36           | 5            | 3            | 1            | 3        | 0        | —    | —    | 42        | 6         |
| Luzern              | Tổng cộng           | Tổng cộng           | 91           | 8            | 8            | 1            | 3        | 0        | —    | —    | 102       | 9         |
| Club Brugge         | 2024–25             | Belgian Pro League  | 35           | 3            | 6            | 1            | 11       | 0        | 0    | 0    | 52        | 4         |
| AC Milan            | 2025–26             | Serie A             | 0            | 0            | 0            | 0            | —        | —        | 0    | 0    | 0         | 0         |
| Tổng cộng sự nghiệp | Tổng cộng sự nghiệp | Tổng cộng sự nghiệp | 151          | 17           | 14           | 2            | 14       | 0        | 0    | 0    | 179       | 19        |

1. ↑  Bao gồm Cúp bóng đá Thụy Sĩ, Cúp bóng đá Bỉ và Coppa Italia
2. ↑  Ra sân tại UEFA Conference League
3. ↑  Ra sân tại UEFA Champions League

### Quốc tế
Tính đến 10 tháng 6 năm 2025
| Đội tuyển quốc gia | Năm       | Trận | Bàn |
| ------------------ | --------- | ---- | --- |
| Thụy Sĩ            | 2022      | 2    | 0   |
| Thụy Sĩ            | 2025      | 2    | 0   |
| Tổng cộng          | Tổng cộng | 4    | 0   |

## Danh hiệu

### Câu lạc bộ
Club Brugge
- Cúp bóng đá Bỉ: 2024–25

### Cá nhân
- Cầu thủ xuất sắc nhất tháng Swiss Super League: Tháng 9 năm 2022
- Cầu thủ xuất sắc nhất năm Giải bóng đá vô địch quốc gia Bỉ: 2025
- Cầu thủ Bỉ xuất sắc nhất năm: 2025